# Timonius trichocaulon
Timonius trichocaulon är en måreväxtart som först beskrevs av Friedrich Anton Wilhelm Miquel, och fick sitt nu gällande namn av Jacob Gijsbert Boerlage. Timonius trichocaulon ingår i släktet Timonius och familjen måreväxter.
Artens utbredningsområde är Moluckerna. Inga underarter finns listade i Catalogue of Life.